# 苦泉 (亞利桑那州)
苦泉（英語：Bitter Springs）是位於美國亞利桑那州可可尼諾縣的一個人口普查指定地區。根據2010年美國人口普查，該地人口為452人，而該地的面積約為20.78平方千米。

## 地理
苦泉的座標為36°37′15″N 111°39′23″W / 36.62083°N 111.65639°W，而該地最高點為海拔高度1559米（即5115英尺）。